# Puerto Rico az 1992. évi téli olimpiai játékokon
Puerto Rico a franciaországi Albertville-ben megrendezett 1992. évi téli olimpiai játékok egyik részt vevő nemzete volt. Az országot az olimpián 2 sportágban 6 sportoló képviselte, akik érmet nem szereztek.

## Bob
| Versenyző                      | Versenyszám | 1. futam | 1. futam | 2. futam | 2. futam | 3. futam | 3. futam | 4. futam | 4. futam | Összesítés | Összesítés |
| Versenyző                      | Versenyszám | Idő      | Hely.    | Idő      | Hely.    | Idő      | Hely.    | Idő      | Hely.    | Idő        | Helyezés   |
| ------------------------------ | ----------- | -------- | -------- | -------- | -------- | -------- | -------- | -------- | -------- | ---------- | ---------- |
| Liston Bochette Douglas Rosado | Kettes      | 1:03,09  | 39.      | 1:03,64  | 40.      | 1:03,86  | 42.      | 1:03,48  | 41.      | 4:14,07    | 40.        |
| John Amabile Jorge Bonnet      | Kettes      | 1:03,51  | 43.      | 1:29,57  | 46.      | 1:04,51  | 46.      | 1:04,02  | 43.      | 4:41,61    | 46.        |

## Síakrobatika
Mogul
| Versenyző        | Versenyszám | Selejtező | Selejtező | Döntő   | Döntő    |
| Versenyző        | Versenyszám | Pont      | Helyezés  | Pont    | Helyezés |
| ---------------- | ----------- | --------- | --------- | ------- | -------- |
| Luis González    | Férfi       | 4,15      | 46.       | kiesett | kiesett  |
| Jorge Torruellas | Férfi       | 4,00      | 47.       | kiesett | kiesett  |